# Distretto di Longfeng
Il distretto di Longfeng (龙凤区S, Lóngfèng qūP) è un distretto della Cina, situato nella provincia di Heilongjiang e amministrato dalla prefettura di Daqing.